# Xeroftalmi
Xeroftalmi er græsk for øjentørsot, en øjensygdom som opstår ved mangel på A-vitamin.
Sygdommen er alvorlig især for børn. Xeroftalmi giver udtørring og henfald af øjets horn- og bindehinde, og kan i værste tilfælde give blindhed.